# Port lotniczy Farquhar
Port lotniczy Farquhar (ICAO: FSFA) – krajowy port lotniczy położony na wyspie Farquhar Atoll (Seszele).